# Schokland
Schokland forma part del municipi de Noordoostpolder, és un conegut jaciment arqueològic i seu del Museu de Schokland; fou també el primer lloc a ser considerat com a Patrimoni de la Humanitat per la UNESCO als Països Baixos l'any 1995
És una antiga illa que deixà de ser-ho quan el Noordoostpolder la reclamà del mar el 1942. Les restes són encara visibles avui dia amb una part lleugerament elevada al pòlder i encara per la part intacta del mur de contenció del front marítim de 'Middelbuurt'.
Com a resultat del creixement del nivell del mar Schokland, es transformà d'una àrea de poblament atractiva a l'edat mitjana a un lloc sota amenaça contínua d'inundacions en el segle xix. En aquell temps, els Schoklanders va haver-se de retirar a les tres parts més elevades, Emmeloord, Molenbuurt, i Middelbuurt. Una gran inundació, el 1825, portà la destrucció massiva, i el 1859 el govern decidí acabar el poblament permanent a Schokland. L'antic municipi de Schokland es va unir a Kampen a la costa.

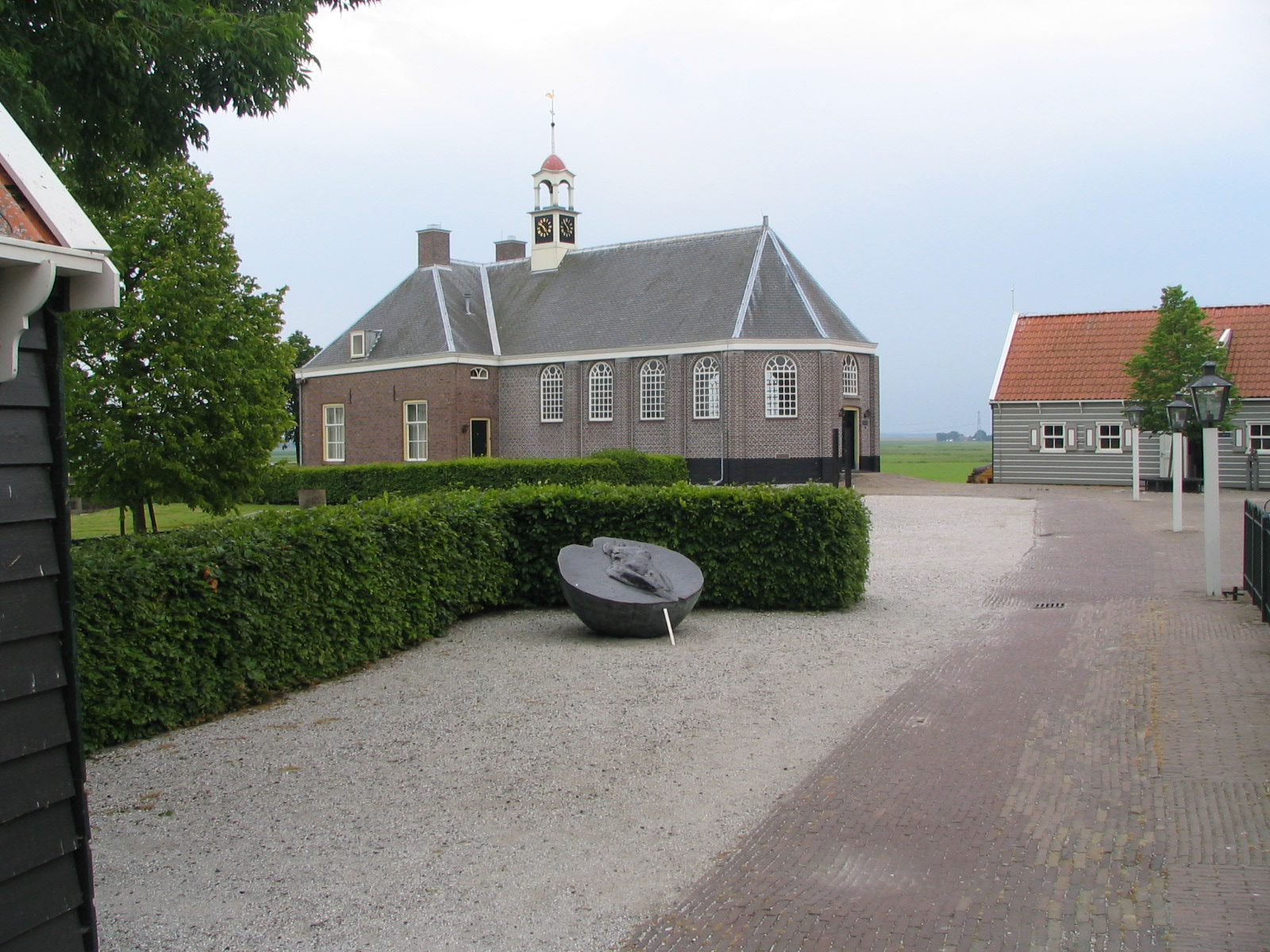
Església de Schokland
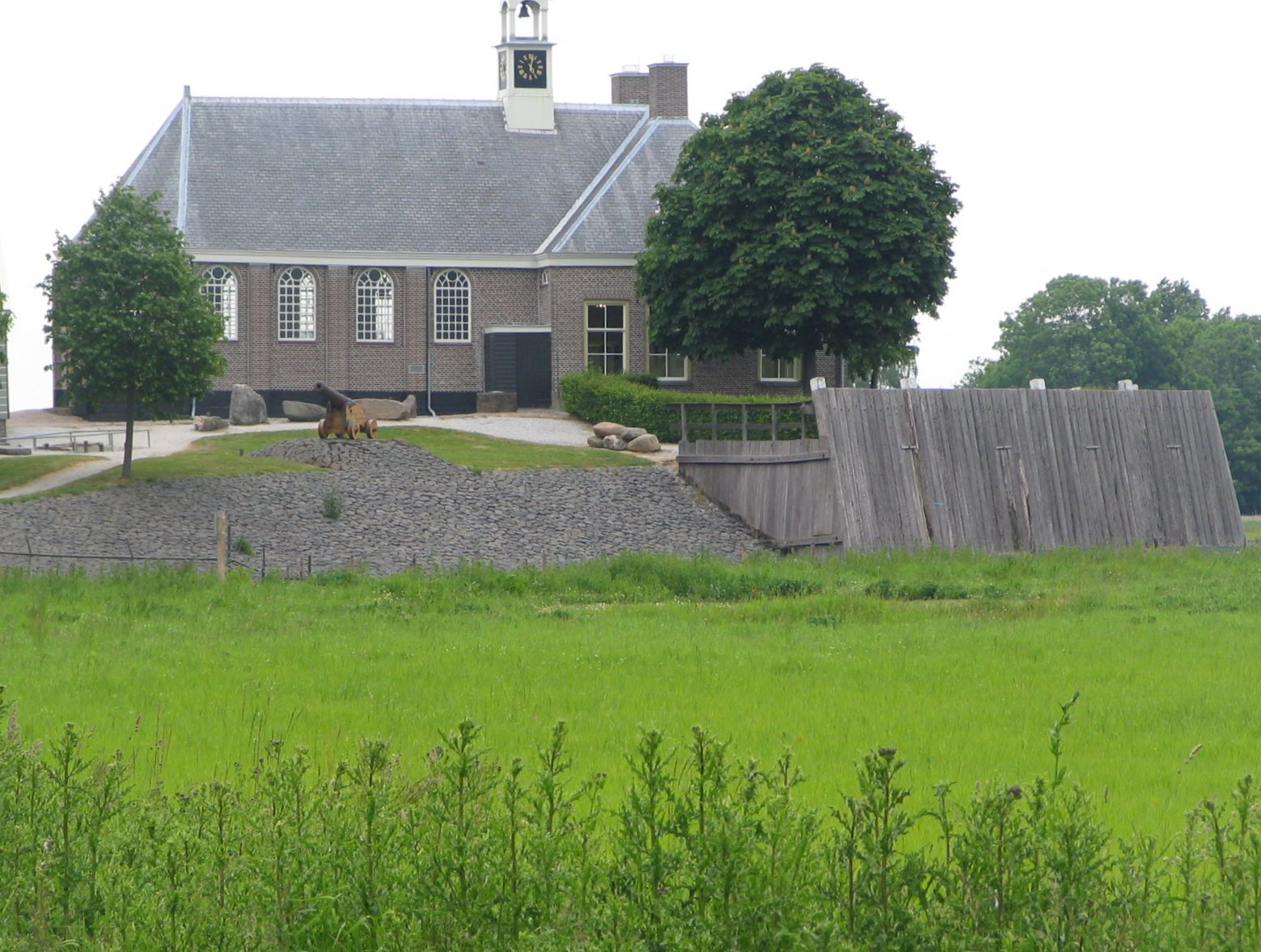
Església amb mur del front marítim
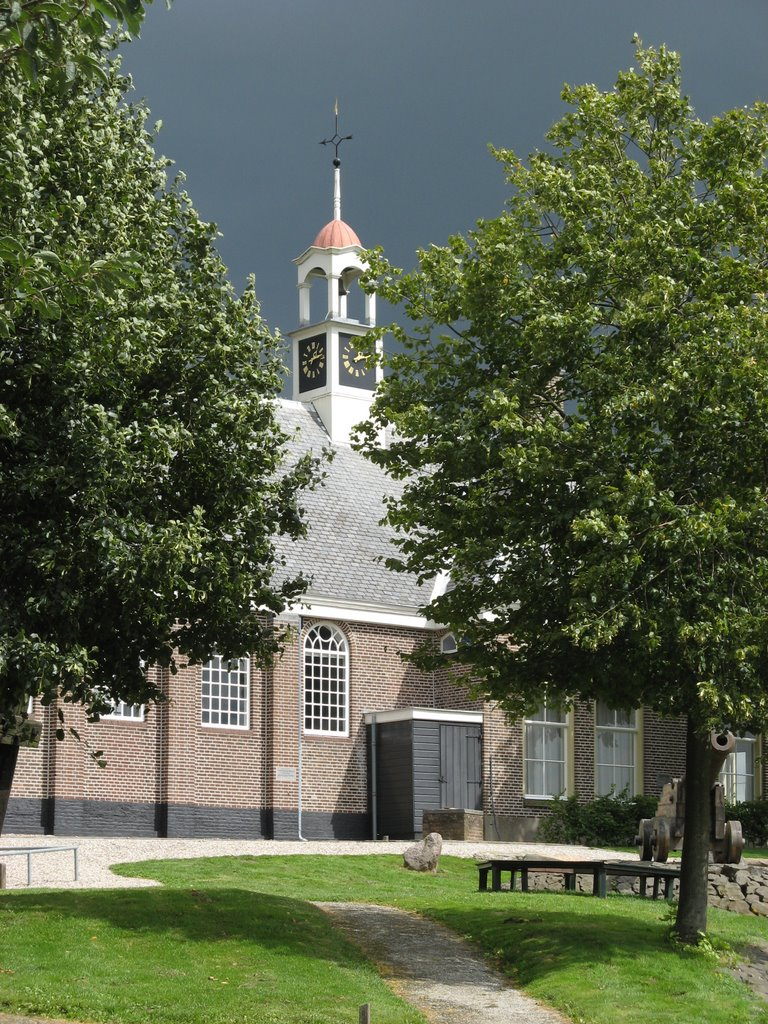
El campanar